# Pristis clavata
Pristis clavata (Garman, 1906) è un pesce della famiglia dei Pristidi, che si trova nell'Australia tropicale. Questa specie è la specie più piccola della sua famiglia.

## Conservazione
La Lista rossa IUCN classifica Pristis clavata come specie in pericolo di estinzione (Endangered).